# 무열왕릉
무열왕릉(武烈王陵)은 대한민국 경상북도 경주시 서악동에 있는 신라 29대 태종무열왕의 능이다. 선도산 동쪽 구릉에 있는 4기의 큰 무덤 가운데 가장 아래쪽에 있으며, 사적 제20호로 지정되어 있다.

## 역사
경내의 비각에는 국보 제25호로 지정된 태종무열왕릉비의 귀부와 이수만이 남아있는데, 이수에 '태종무열대왕지비'(太宗武烈大王之碑)라 새겨져 있어 흥덕왕의 흥덕왕릉과 함께 신라 왕릉 가운데 매장된 왕이 명확한 유이한 능이다. 발굴조사는 하지 않았으나, 형태는 굴식돌방무덤(횡혈식 석실분)으로 추정되고 있다. 통일신라시대의 다른 무덤에 비해 봉분장식이 소박한 편이다.

## 개요
신라 제29대 무열왕(재위 654∼661)의 무덤으로 경주 시가지 서쪽의 선도산 동쪽 구릉에 있는 5기의 큰 무덤 가운데 가장 아래쪽에 있다.
무열왕은 진덕여왕의 뒤를 이어 왕위에 오른 최초의 진골 출신 왕으로 본명은 김춘추이다. 당과 연합하여 백제를 정복하고 삼국통일의 기초를 마련한 인물로,『삼국사기』에 의하면 왕위에 오른지 8년만인 661년 6월에 죽어, 죽은 왕에게 태종무열이라는 시호를 내리고 영경사(永敬寺) 북쪽에 장사지냈다고 전한다.
아직 발굴조사를 하지 않았으나 굴식돌방무덤(횡혈식 석실분)으로 추정된다. 통일신라시대의 다른 무덤에 비해 봉분장식이 소박한 편으로 무덤 주위에 자연석으로 둘레돌을 돌렸다. 무덤 앞 동북쪽에는 경주 태종무열왕릉비(국보 제25호)가 있다. 
무열왕릉은 신라의 왕릉 가운데 무덤 주인을 확실히 알 수 있는 유일한 것으로 가치가 있으며 1972∼1973년에 주변을 정비하여 현재에 이르고 있다.

## 참고 자료
- 무열왕릉 - 국가유산청 국가유산포털